# Nandy (chanteuse)
Pour les articles homonymes, voir Nandy (homonymie).
Faustina Charles Mfinanga (née le 9 novembre 1992), connue sous son nom de scène Nandy est une actrice, chanteuse et compositrice tanzanienne. Elle obtient les All Africa Music Awards dans la catégorie meilleure artiste féminine d'Afrique de l'Est en 2017 et 2020.

## Biographie
Nandy naît à Moshi. Elle naît dans une famille luthérienne, la fille de Mary Charles, une couturière, et de Charles Mfinanga, un mécanicien. Elle fréquente l'école primaire de Mawenzi et puis le lycée de Lomwe où elle participe à la chorale scolaire. Elle poursuit ses études au College of Business Education de Dar es Salaam.
Son premier single Nagusagusa la fait connaître du public.
En 2017, elle crée le single One Day et elle est récompensée aux All Africa Music Awards comme meilleure interprète d'Afrique de l'Est,,,,.